# 5H busz (Mosonmagyaróvár)
A mosonmagyaróvári 5H jelzésű autóbusz az Autóbusz-végállomás és a Halászi út, Gyöngyös lakótelep megállóhelyek között közlekedik. A vonalat a Volánbusz üzemelteti.

## Közlekedése
Munkanapokon és hétvégén is közlekedik. Egyes járatok az Autóbusz-végállomás felé nem érintik az Evangélikus templom megállót. A vonalon csak regionális autóbuszjáratok közlekednek.

## Útvonala
| Halászi út, Gyöngyös lakótelep felé | Autóbusz-végállomás felé |
| --- | --- |
| Autóbusz-végállomás – TESCO Áruház parkoló – Királyhidai út – Fő út – Deák Ferenc tér – Cserháti Sándor utca – Halászi út – Halászi út, Gyöngyös lakótelep | Halászi út, Gyöngyös lakótelep – Halászi út – Cserháti Sándor utca – Deák Ferenc tér – Fő út – Királyhidai út – TESCO Áruház parkoló – Autóbusz-végállomás |

## Megállóhelyei
| 0 | Autóbusz-végállomás            | 7 | 1, 1K, 2, 3, 3K, 5A, 5K, 5R, 6, 7, 7I, 7M     | Autóbusz-állomás, TESCO Hipermarket, Park Center, ÉNYKK Zrt. |
| 2 | Evangélikus templom            | 5 | 1, 1B, 1K, 3, 3K, 4, 4A, 4H, 5, 5A, 5K, 5R, 6 | Karolina Kórház és Rendelőintézet, Evangélikus templom, Régi Vámház tér, Városkapu tér, ÁNTSZ, Bolyai János Informatikai és Közgazdasági Szakgimnázium, Mosonmagyaróvári Járásbíróság, Posta |
| 4 | Városháza                      | 3 | 1, 1B, 2, 3, 4, 4A, 4H, 5, 5A, 5K, 5R, 6      | Városháza, Deák Ferenc tér, Posta, Óvári Szűz Mária Királynő és Szent Gotthárd templom, Óváros                                                                                               |
| ∫ | Egyetem                        | 2 | 5, 5A, 6                                      | Széchenyi István Egyetem Mezőgazdaság- és Élelmiszertudományi Kar, Mosonmagyaróvári Vár, Szent Anna kápolna                                                                                  |
| 5 | Kálnoki út                     | 1 | 5, 5A, 6                                      | |
| 7 | Halászi út, Gyöngyös lakótelep | 0 | 5, 5A, 6                                      | |